# Ongley Island
Ongley Island ist eine kleine Insel im Archipel der Südlichen Shetlandinseln. Sie liegt 4 km westlich von Dee Island nahe der Nordküste von Greenwich Island.
Die Insel wurde 1935 von Wissenschaftlern der britischen Discovery Investigations kartiert. Benannt ist sie nach Leonard Thomas Ongley (1899–1944), Kartograf des United Kingdom Hydrographic Office.